# Saint-Père, Ille-et-Vilaine
Saint-Père är en kommun i departementet Ille-et-Vilaine i regionen Bretagne i nordvästra Frankrike. Kommunen ligger i kantonen Châteauneuf-d'Ille-et-Vilaine som tillhör arrondissementet Saint-Malo. År 2022 hade Saint-Père 2 399 invånare.

## Befolkningsutveckling
Antalet invånare i kommunen Saint-Père
Referens:INSEE